# Cozzano
Cozzano (en cors Cuzzà) és un municipi francès, situat a la regió de Còrsega, al departament de Còrsega del Sud. L'any 2006 tenia 261 habitants.

## Demografia
| 1962 | 1968 | 1975 | 1982 | 1990 | 1999 | 2006 |
| ---- | ---- | ---- | ---- | ---- | ---- | ---- |
| 467  | 476  | 414  | 319  | 283  | 242  | 261  |

## Administració
| Període | Identitat              | Partit | Qualitat |
| ------- | ---------------------- | ------ | -------- |
| 2001-   | Jean-Jacques Ciccolini |        |          |